# Нація Z
«На́ція Z» (англ. Z Nation) — американський постапокаліптичний драматичний телесеріал жахів, створений Карлом Шефером і Крейгом Енглером, який виходить на телеканалі Syfy. Прем'єра першого сезону, що складається із 13 серій, відбулася 12 вересня 2014 року. 
16 червня 2016 року Syfy оголосив, що третьому сезону буде передувати телевізійний фільм, дія якого відбудеться перед кульмінацією 2 сезону та представить головних персонажів третього сезону. Однак натомість фільм був представлений як перші два епізоди сезону, двосерійний «Без милосердя». 15 грудня 2017 року Syfy продовжив серіал на п'ятий сезон, прем'єра якого відбулася 5 жовтня 2018 року. 22 грудня 2018 року Syfy скасувала серіал після п’яти сезонів. 68-й і останній епізод вийшов в ефір 28 грудня 2018 року.

## Сюжет
Минуло три роки відтоді, як зомбі-вірус винищив США, однак група тих, хто вижив повинна перевезти єдину людину, яка пережила ураження вірусом через тисячі миль з Нью-Йорка до Каліфорнії, де розташовується остання функціонуюча лабораторія, що очікує на його кров. Саме ця людина (вірніше її антитіла) — остання надія людства на вакцину. Однак саме ця людина таїть страшні таємниці, які загрожують усьому людству.

## У ролях
- Келліта Сміт — Роберта Воррен
- Ді-Джей Кволлс — Громадянин Z, комп'ютерний хакер, що приєднався до групи, щоб допомогти орієнтуватися в зараженій зомбі місцевості
- Майкл Уелш[en] — Мак Томпсон, мандрівник, разом з Едді, який приєднався до групи задля виживання
- Кіт Аллан — Мерфі
- Анастасія Баранова — Еддісон «Едді» Карвер
- Рассел Ходжкінсон — Стівен «Док» Бек
- Пісей Пао — Кассандра
- Нет Занг — 10K
- Том Еверетт Скотт — Чарльз Гарнетт, лідер групи

## Виробництво
29 червня 2014 року було оголошено, що знімання усіх 13 серій першого сезону велися в місті Спокен (Вашингтон). Бюджет першого сезону склав близько $700 000 на кожен епізод

## Список епізодів
| № | Назва                                               | Режисер       | Сценарист                | Дата показу у США | Глядачі США (у мільйонах) |
| - | --------------------------------------------------- | ------------- | ------------------------ | ----------------- | ------------------------- |
| 1 | «Цуценята та кошенята» «Puppies and Kittens»        | Джон Хайамс   | Карл Шефер               | 12 вересня 2014   | 1.58                      |
| 2 | «Кляті зомбі» «Fracking Zombies»                    | Джон Хайамс   | Майкл Кессатт            | 19 вересня 2014   | 1.62                      |
| 3 | «Філадельфійський пир» «Philly Feast»               | Луїс Прієто   | Ерік Уоллес і Карл Шефер | 26 вересня 2014   | 1.60                      |
| 4 | «Суцільнометалеве зомбі» «Full Metal Zombie»        | Майкл Робісан | Ерік Бернт               | 3 жовтня 2014     | 1.55                      |
| 5 | «Дім любий зомбі» «Home Sweet Zombie»               | Луїс Прієто   | Ден Мерчент              | 10 жовтня 2014    | TBA                       |
| 6 | «Воскресіння Z» «Resurrection Z»                    | TBA           | TBA                      | 17 жовтня 2014    | TBA                       |
| 7 | «Ласкаво просимо до халепи» «Welcome to the Fu-Bar» | TBA           | TBA                      | 24 жовтня 2014    | TBA                       |
| 8 | «Зунамі» «Zunami»                                   | TBA           | TBA                      | 31 жовтня 2014    | TBA                       |